# Antissa
Antissa, en grec ancien : Ἄντισσα, est une ancienne cité située à l'ouest de Lesbos, à proximité du cap Sigri. La cité avait son port. Les ruines découvertes par Richard Pococke à Calas Limneonas au nord-est du cap Sigri, peuvent correspondre à Antissa. Antissa est le lieu de naissance de Terpandre, un musicien et poète, qui serait l'inventeur de la lyre à sept cordes. Selon l'historien local Myrsilos de Méthymne (it), la tête d'Orphée, jetée dans le fleuve Évros, échoue sur les rivages de l'île de Lesbos, où un oracle d’Orphée existait à proximité d'Antissa. Selon Myrsilos, les rossignols y chantaient plus doucement qu'ailleurs.

## Étymologie
L'histoire d'Antissa est méconnue. L'écrivain de la fin du Ier siècle, Philon de Byblos affirme qu'Antissa est le nom de la fille de Macarée (en), roi légendaire de Lesbos, fils de Hélios et de Rhodé. Selon une scholie anonyme de Homère Antissa serait plutôt la femme de Macarée. Selon une autre version, à l'origine Antissa est une île. Selon Myrsilos de Méthymne, Lesbos était nommée Issa. Antissa est l'île située « en vis-à-vis » ou « en face d'Issa ».

## Histoire
Antissa rejoint les Mytiléniens dans leur révolte contre Athènes en 428 av. J.-C. pendant la guerre du Péloponnèse, et se défend avec succès contre les Méthymniens qui l'ont attaquée. Mais après que Mytilène a été contrainte de se rendre aux Athéniens, Antissa est aussi récupérée par ces derniers. En 371, le général athénien Iphicrate s'enfuit à Antissa puis à Drys (en), après s'être brouillé avec son beau-père Cotys Ier, roi des Odryses, quand il refuse d'assiéger les forteresses de ses compatriotes Athéniens en Chersonèse de Thrace. 
Des fouilles archéologiques, menées par Winnifred Lamb, pour le compte de l'école britannique d'archéologie à Athènes, ont révélé des parties des murs de la ville et des bâtiments remontant à l'âge de fer, dont une structure absidale. Le site original de l'île est de nos jours, relié au continent par un isthme sablonneux. Ses vestiges les plus remarquables sont ceux d'un château médiéval. Des traces de digues du port peuvent également être observées sur le côté est de la ville.